# Jonas Wendell
Jonas Wendell (ur. 25 grudnia 1815, zm. 14 sierpnia 1873) – gorliwy kaznodzieja adwentystyczny, nauczający w duchu nauk Williama Millera. 
Chrześcijaninem został w 1843 roku. Wendell po „wielkim rozczarowaniu”, spowodowanym nie pojawieniem się Mesjasza 22 października 1844 roku, podobnie jak wielu adwentystów doświadczył okresu słabej wiary. Odzyskał ją poprzez ponowne badanie chronologii biblijnej (od strony historycznej i proroczej). Zaczął wtedy intensywnie głosić swoje poglądy na terenie stanów Ohio, Pensylwania, Wirginia i Nowa Anglia. Pod koniec 1860 roku po studiach chronologii biblijnej doszedł do wniosku, że powrót Chrystusa nastąpi w 1868 lub 1873/74.
Swoje poglądy ogłosił w opublikowanym w 1870 roku dziele pt. „The Present Truth, or Meat in Due Season” (Teraźniejsza Prawda czyli Pokarm na Czas Słuszny), gdzie zawarł przekonanie o mającym nastąpić w 1873 Powtórnym Przyjściu Chrystusa. Założył adwentystyczny zbór biblijny w Allegheny, do którego należało kilkanaście osób. Wygłaszał w nim cotygodniowe kazania. Słuchaczem jednego z jego kazań wygłoszonych około 1869 roku w kościele w Allegheny w Pensylwanii był Charles Taze Russell, który odzyskał dzięki niemu wiarę religijną.
Zmarł w wyniku nieszczęśliwego wypadku, gdy powóz którym miał podróżować, poniósł koń. Po jego śmierci zbór, w którym nauczał, przyłączył się do grupy C.T. Russella.